# Rural area network
Un rural area network (acronyme RAN)  est un réseau de télécommunications, en général sans fil, installé par des utilisateurs d'Internet en zone rurale. Un tel réseau permet l'accès Internet à haute vitesse dans une zone non desservie par les fournisseurs traditionnels.

## Contexte
En milieu rural, il est souvent impossible d'avoir un accès au haut débit à un prix raisonnable quand l'ADSL n’est pas disponible. Le haut débit est cependant nécessaire pour utiliser les applications récentes d'Internet qui sont de plus en plus consommatrices de bande passante. Des solutions alternatives, comme le satellite, existent mais elles sont dispendieuses et donc plutôt réservées aux professionnels et aux PME.
Un grand nombre de ruraux attendent donc avec impatience soit que les opérateurs nationaux leur apportent l'ADSL, soit une solution alternative à coût équivalent.

## Solution
Certains territoires n'ont pas attendu l'arrivée des opérateurs nationaux pour commencer à résoudre le problème localement. C'est le cas du groupe RANen France, RAN pour Rural Area Networks, en résonance avec LAN (Local Area Network) et WAN (Wide Area Network). Le groupe RAN est un réseau informel d’habitants qui se regroupent autour de connexions sans fil (Wi-Fi). Ils montent eux-mêmes leur réseau dont ils sont responsables, ils deviennent ainsi leur propre fournisseur d'accès Internet. Le groupe RAN conseille ses membres dans l’installation de relais Wi-Fi pour que le réseau puisse s'étendre. Ils peuvent ainsi partager une seule connexion haut débit (d'un fournisseur traditionnel) sur des distances plus ou moins grandes et en faire bénéficier leurs adhérents qui vivent dans des zones théoriquement non couvertes. Ils estiment fournir un accès de bonne qualité à un coût faible, à la condition que les adhérents soient responsables de leurs antennes et évitent les applications trop gourmandes comme le pair à pair.

## Effets secondaires
Au-delà des aspects techniques, cette solution a des effets secondaires intéressants. Les membres des groupes RAN s’impliquent davantage dans la vie sociale locale. Le réseau nécessite des rencontres régulières et la participation de tous notamment pour une bonne maintenance. Les participants ne font pas que payer pour un service, ils le décident et le construisent. Pour cela ils développent des contacts avec les collectivités, les agriculteurs (pour installer des antennes relais), ils calculent les coûts additionnels pour un nouveau membre, ils partagent l'information technique avec les autres réseaux…
Ce type de réseau génère localement des liens sociaux qui permettent de lutter contre l'isolement. Ces nouveaux liens sociaux peuvent servir de support à l’émergence de services complémentaires comme l’aide aux devoirs, l’organisation de fêtes ou le covoiturage.